# Microphiopholis atra
Microphiopholis atra är en ormstjärneart som först beskrevs av William Stimpson.  Microphiopholis atra ingår i släktet Microphiopholis och familjen trådormstjärnor. Inga underarter finns listade i Catalogue of Life.